# Abbaye de Ramsey
L'abbaye de Ramsey est une ancienne abbaye bénédictine située à Ramsey, dans le Cambridgeshire en Angleterre.
Communauté d'hommes, elle ne doit pas être confondue avec l'abbaye de Romsey, dans le Hampshire, communauté de moniales.

## Histoire
L'abbaye est fondée en 969 par saint Oswald, évêque de Worcester, à une époque de renouveau monastique anglo-saxon (rénovation des monastères d'Ely et de Peterborough). Un prieur et douze moines s'y installent au début. Elle se trouve sur une petite péninsule de graves (Bodey Island). La chapelle est remplacée au bout de cinq ans par une église plus grande de pierre, puis par une église abbatiale au XIIe siècle grâce aux fonds du comte Æthelwine de Winchester. 
Geoffrey de Mandeville expulse les moines en 1143 et se sert de l'abbaye comme forteresse, lui causant ainsi de considérables dommages. Ils y retournent ensuite. Dans l'ordre de préséance au parlement, l'abbaye de Ramsey se situait à la troisième place, derrière l'abbaye de Glastonbury et l'abbaye de Saint-Alban.  
Elle prospère jusqu'à la dissolution des monastères en 1539, date à laquelle y vivaient trente-quatre moines. L'abbaye est démolie et ses pierres servent à construire divers collèges de Cambridge dont le Trinity College. Il ne reste aujourd'hui d'époque que le porche de l'abbaye et portions des murs.
Plusieurs manuscrits célèbres sont attachés à l'histoire de l'abbaye. Le Psautier d'Oswald a sans doute été exécuté à Winchester pour le fondateur Oswald à la fin du Xe siècle (British Library, Harley 2904). Le psautier de Ramsey a été composé vers 1310 et se trouve aujourd'hui à la Pierpont Morgan Library de New York (M.302) et à l'abbaye Saint-Paul du Lavanttal. C'était un don du cellérier (moine préposé aux finances de l'abbaye) à l'abbé de Ramsey.

## Liste des abbés de Ramsey
- 993-1008 : Eadnoth, devient évêque de Dorchester
- 1008-1016 : Wulfsige, tué à la bataille d'Assandun
- 1016-1020 : Withman
- 1020-1043 : Æthelstan
- 1043-1080 : Ælfwine
- 1080-1087 : Ælfsige
- 1087-1091 : Herbert de Losinga, devient évêque de Thetford
- 1091-1102 : Aldwine
- 1102-1107 : Bernard de St Albans
- 1107-1111 : Aldwine
- 1114-1133 : Reginald
- 1133-1161 : Walter
- 1161-1178 : William, devient abbé de Cluny (mort en 1179)
- 1180-1200 : Robert Trionell
- 1200-1202 : Eudo
- 1202-1214 : Robert de Reading
- 1214-1216 : Richard de Selby
- 1216-1231 : Hugh Foliat
- 1231-1253 : Ranulf
- 1253-1254 : William de Akolt
- 1254-1267 : Hugh de Sulgrave
- 1267-1285 : William de Godmanchester
- 1285-1316 : John de Sawtry
- 1316-1342 : Simon de Eye
- 1342-1439 : Robert de Nassington
- 1349-1379 : Richard de Shenington
- 1379-1396 : Edmund de Ellington
- 1396-1419 : Thomas Butterwick
- 1419-1434 : John Tychmerch
- 1434-1435 : John Crowland
- 1435-1468 : John Stow
- 1468-1473 : William Wittlesey
- 1473-1489 : John Warboys
- 1489-1506 : John Huntingdon
- 1506-1507 : Henry Stukeley
- 1507-1539 : John Lawrence